# Kåregöl
Kåregöl är en sjö i Torsås kommun i Småland och ingår i Bruatorpsåns huvudavrinningsområde.